# Relitto di Anticitera
Il relitto di Anticitera è quanto rimasto di un naufragio avvenuto dinnanzi all'isola di  Anticitera, presso capo Glyphadia, nel secondo quarto del I secolo a.C.. Il relitto fu scoperto nel 1900 da un gruppo di pescatori di spugne e ne furono tratti numerosi importanti reperti archeologici, tra cui vari capolavori dell'arte greca.

## Scoperta e recupero dei manufatti

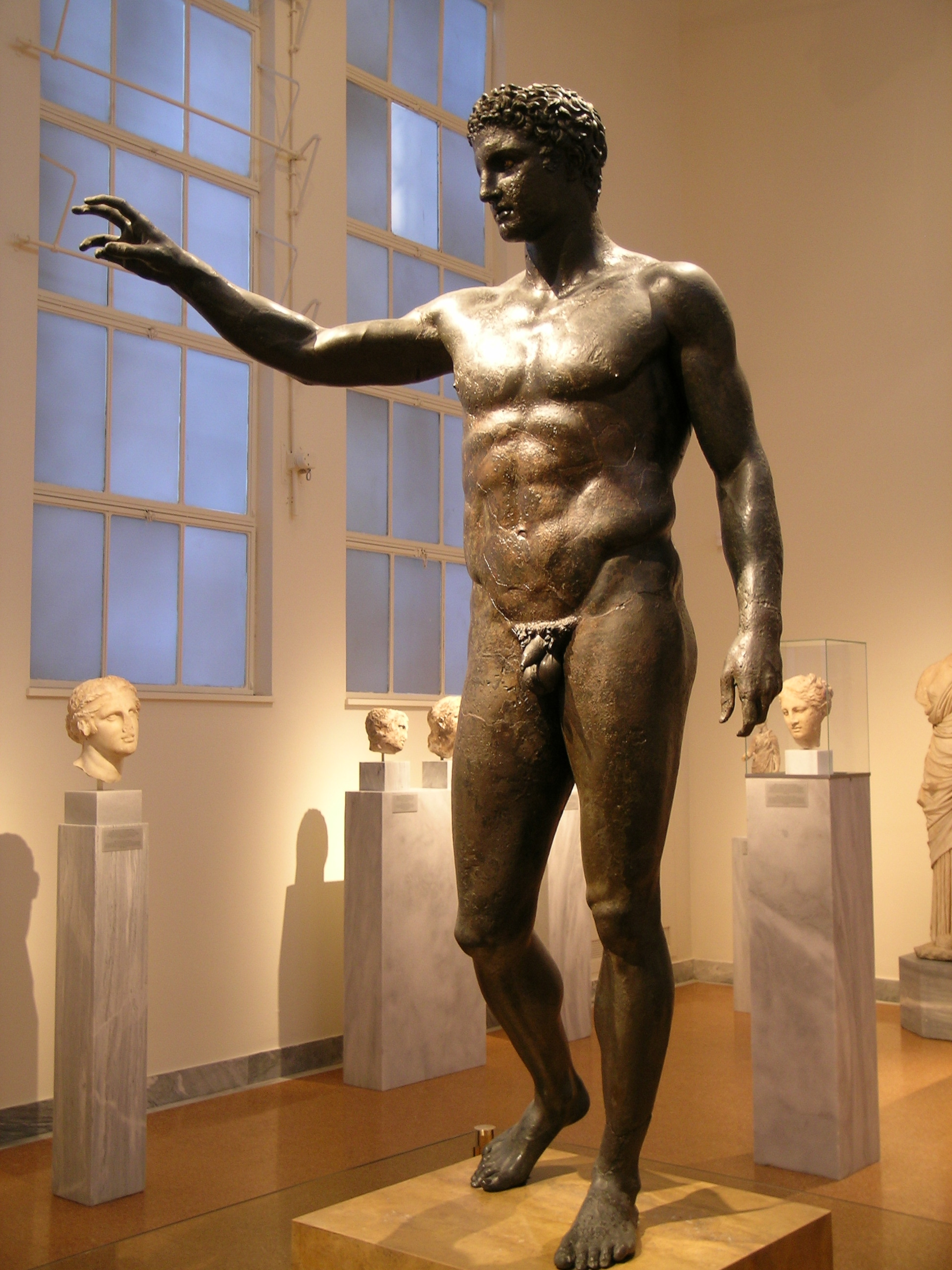
L'efebo di Anticitera

Nell'ottobre del 1900 un gruppo di pescatori di spugne condotti dal capitano Dimitrios Kondos aveva deciso di attendere presso l'isola che passasse la violenta tempesta che aveva ostacolato il loro rientro in Grecia dall'Africa. Mentre aspettavano, decisero d'immergersi in cerca di spugne. A quel tempo i cercatori di spugne s'immergevano indossando scafandri da palombaro con interfodere ed elmetti di rame, che consentivano loro di immergersi più in profondità e più a lungo.
Il primo a posare lo sguardo sul relitto, giacente ad una profondità di 60 m fu Elias Stadiatis, che chiese immediatamente di essere tirato su. Egli descrisse la scena come un cumulo di cadaveri decomposti di uomini e di cavalli, giacenti sul fondo marino. Pensando che la troppa anidride carbonica gli avesse dato alla testa, il comandante Kondos s'immerse personalmente, tornando in superficie poco dopo con il braccio di una statua di bronzo. In attesa che la tempesta calasse, i pescatori di spugne asportarono dal relitto quanti più manufatti di piccole dimensioni potevano.

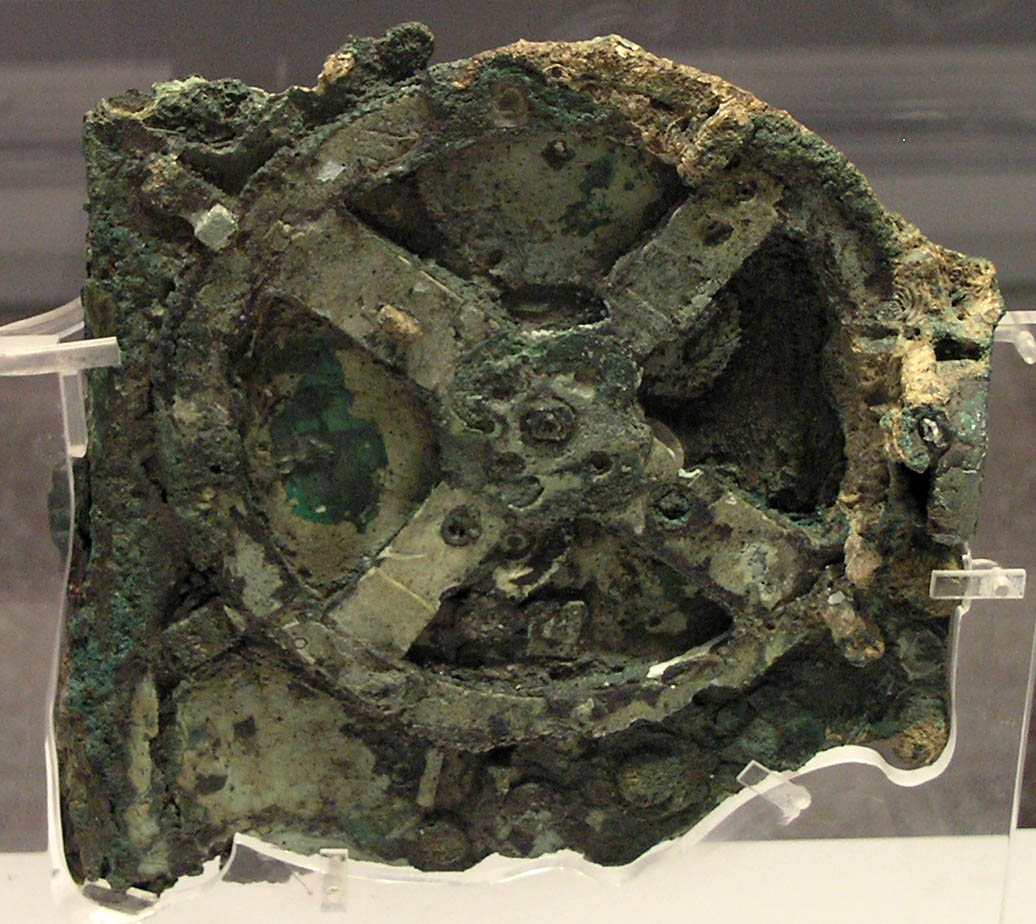
La Macchina di Anticitera (Frammento A - fronte).

In accordo con il Ministero greco della Cultura e la Marina militare greca, i pescatori di spugne trassero dalle acque numerosi manufatti. Verso la metà del 1901 I pescatori recuperarono statue, fra le quali la "testa di filosofo", un lanciatore di disco, il bronzeo efebo di Anticitera, risalente a circa 340 anni a.C. (oggi conservato nel Museo archeologico nazionale di Atene), un Eracle, un toro marmoreo, una Lira e molti altri oggetti.
Il 17 maggio 1902, l'ex ministro della Cultura, Spyridon Stais, fece la scoperta più sensazionale: esaminando i manufatti portati presso il Museo archeologico nazionale di Atene, si accorse che numerosi pezzi di bronzo corrosi presentavano iscrizioni e ruote dentate. L'insieme prese il nome di Macchina di Anticitera. All'inizio pensò che si trattasse di una delle prime forme di orologio meccanizzato o di un astrolabio, a quel tempo considerato il più antico elaboratore analogico noto, sebbene esso sia tecnicamente un'avanzata macchina calcolatrice.
In alcune recenti pubblicazioni che si occupano della meccanismo di Antikythera, il nome di Spyridon Stais è stato confuso con quello dell'archeologo Valerios Stais, lo scopritore di quel ritrovamento archeologico.
Il decesso di parecchi pescatori per malattia da decompressione pose fine al lavoro in loco nella prima parte del XX secolo. L'ufficiale di marina francese ed esploratore del mare Jacques Cousteau si sarebbe più tardi immerso per cercare altri manufatti antichi nel relitto.

## Datazione della nave
Il recupero dei manufatti effettuato nel corso di due anni aveva avuto successo, ma la datazione del relitto si rivelò difficile e richiese molto più tempo.
Sulla base di opere analoghe di provenienza nota, alcune statue in bronzo poterono essere datate al IV secolo a.C., mentre le statue in marmo si rivelarono copie del I secolo a.C. di opere precedenti.

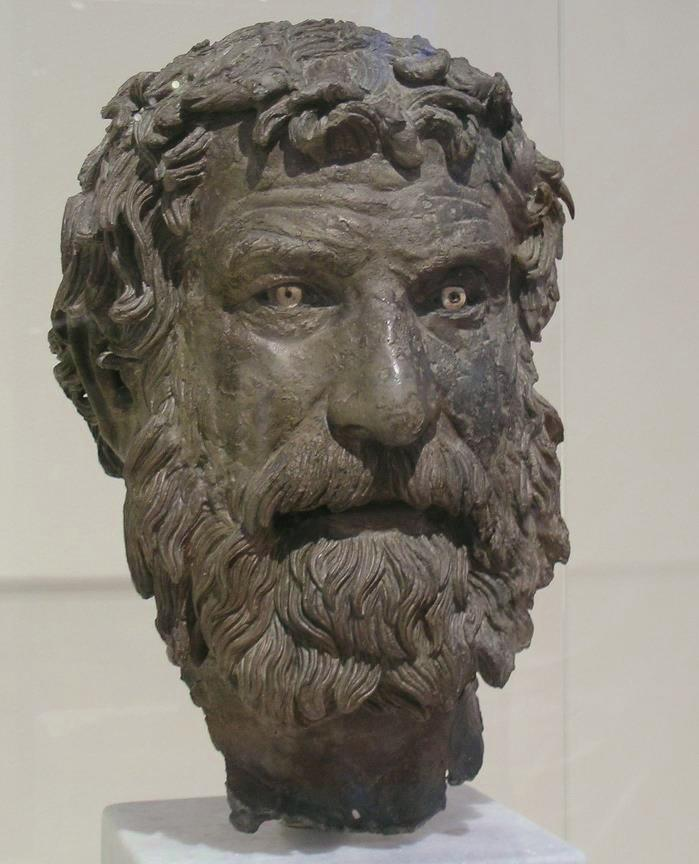
Testa di filosofo

Alcuni studiosi hanno supposto che la nave stesse trasportando da Atene nell'86 a.C. in Italia parte del bottino del generale Lucio Cornelio Silla. Tale teoria ha avuto origine da un riferimento dello scrittore greco Luciano di Samosata ad una nave di Silla affondata in quella zona. A favore di una datazione nel I secolo a.C. sono stati utensili domestici e altri oggetti del relitto, simili ad altri ritrovamenti di quel periodo. Le anfore indicano una data fra l'80 ed il 70 a.C., le stoviglie ellenistiche sono databili fra il 75 ed il 50 a.C. e le ceramiche romane erano simili a quelle provenienti dalla metà del I secolo a.C. Le ultime monete ritrovate negli anni settanta da Jacques Cousteau sono databili tra il 76 ed il 67 a.C.. Si ritiene che la nave oneraria affondata stesse facendo rotta verso Roma con un tesoro, per arricchire una parata trionfale programmata per Gaio Giulio Cesare.
Resti di tavole dello scafo mostrarono che la nave era stata costruita in olmo, un legno spesso usato dagli antichi romani per le loro navi. Infine, nel 1964 un campione delle tavole di legno dello scafo fu sottoposto a datazione con il Carbonio-14, che indicò la data del 220 a.C.± 43 anni. Questa differenza emersa fra la datazione a radiocarbonio e quella attesa, basata sulle ceramiche e sulle monete, si spiega col fatto che la tavola dalla quale fu estratto il campione provenisse da un albero tagliato molto prima del naufragio della nave.
Ulteriori evidenze per una datazione del naufragio al I secolo a.C. emersero nel 1974, quando il professore dell'Università di Yale, Derek de Solla Price, pubblicò la sua interpretazione della Macchina di Anticitera. Egli sostenne che fosse un elaboratore calendariale. Dalla sistemazione degli ingranaggi e dalle scritte sul meccanismo, egli concluse che era stato costruito verso l'87 a.C. e perso solo pochi anni dopo.

## Nuove esplorazioni marine autorizzate dal 2012 al 2017
Nel 2012 l'archeologo marino Brendan P. Foley della Woods Hole Oceanographic Institution, negli Stati Uniti d'America ottenne l'autorizzazione dal governo greco a condurre nuove ricerche in immersione intorno ai profondi fondali di Anticitera. I sommozzatori iniziarono un'attività preliminare di due settimane nell'ottobre 2012 utilizzando respiratori di tipo Rebreather che consentono di immergersi più a lungo a elevate profondità. Ciò ha permesso un esame completo del luogo ove giace il relitto di Anticitera. Inoltre i sommozzatori cercarono più in profondità, lungo i versanti adiacenti al luogo del naufragio per provare a localizzare altri reperti fuoriusciti dal relitto ad opera di correnti marine. Le ricerche di Foley sono condotte insieme ad altri archeologi, fra i quali Theotokis Theodoulou, dell'Agenzia greca per le ricerche archeologiche marine.
Ogni reperto nuovo può aiutare ad identificare la nave romana che affondò e fornire ulteriori chiarimenti sul suo viaggio; i ricercatori sperano di trovare altri piccoli pezzi della Macchina di Anticitera, ma le probabilità sono piuttosto basse. Inoltre sperano di localizzare ed ispezionare altri relitti di navi affondate sulle secche dell'isola, compresi quelli della nave da guerra britannica HMS Nautilus, che affondò nei paraggi nel 1807 e localizzata nel giugno 2012.
Nel 2013 i reperti trovati furono esposti al Museo archeologico nazionale di Atene.
L’esplorazione dell’area del naufragio è proseguita con diverse campagne nel 2014-2016 ed infine nel settembre del 2017 consentendo non solo il recupero di numerosi materiali relativi sia al carico che al relitto, ma anche di individuare alcuni resti ossei umani, tra cui una parte significativa dello scheletro di un individuo presumibilmente da riferire ad un membro dell’equipaggio. La campagna di ricerca del 2017, oltre che consentire il recupero di nuovi frammenti di statue, sia in bronzo che in marmo, e di numerosi altri reperti, ha permesso di individuare ulteriori porzioni significative della struttura della nave.